# بیست سال با آثار پرویز مشکاتیان ۳
بیست سال با آثار پرویز مشکاتیان ۳، نام سومین آلبوم از مجموعهٔ بیست سال با آثار پرویز مشکاتیان می‌باشد. آهنگ‌سازی تمامی این 3 آلبوم را پرویز مشکاتیان بر عهده داشته‌است و آهنگ‌های این 3 آلبوم اغلب در آلبوم‌هایی مجزا به تفکیک خواننده منتشر شده بود.

## هنرمندان
- علیرضا افتخاری
- ایرج بسطامی
- علی رستمیان
- علی جهاندار
- سپیده رئیس‌السادات (همنواز)

## منبع
- جلد اثر